# Démographie du Kazakhstan
Cet article contient des statistiques sur la démographie du Kazakhstan.

## Évolution de la population

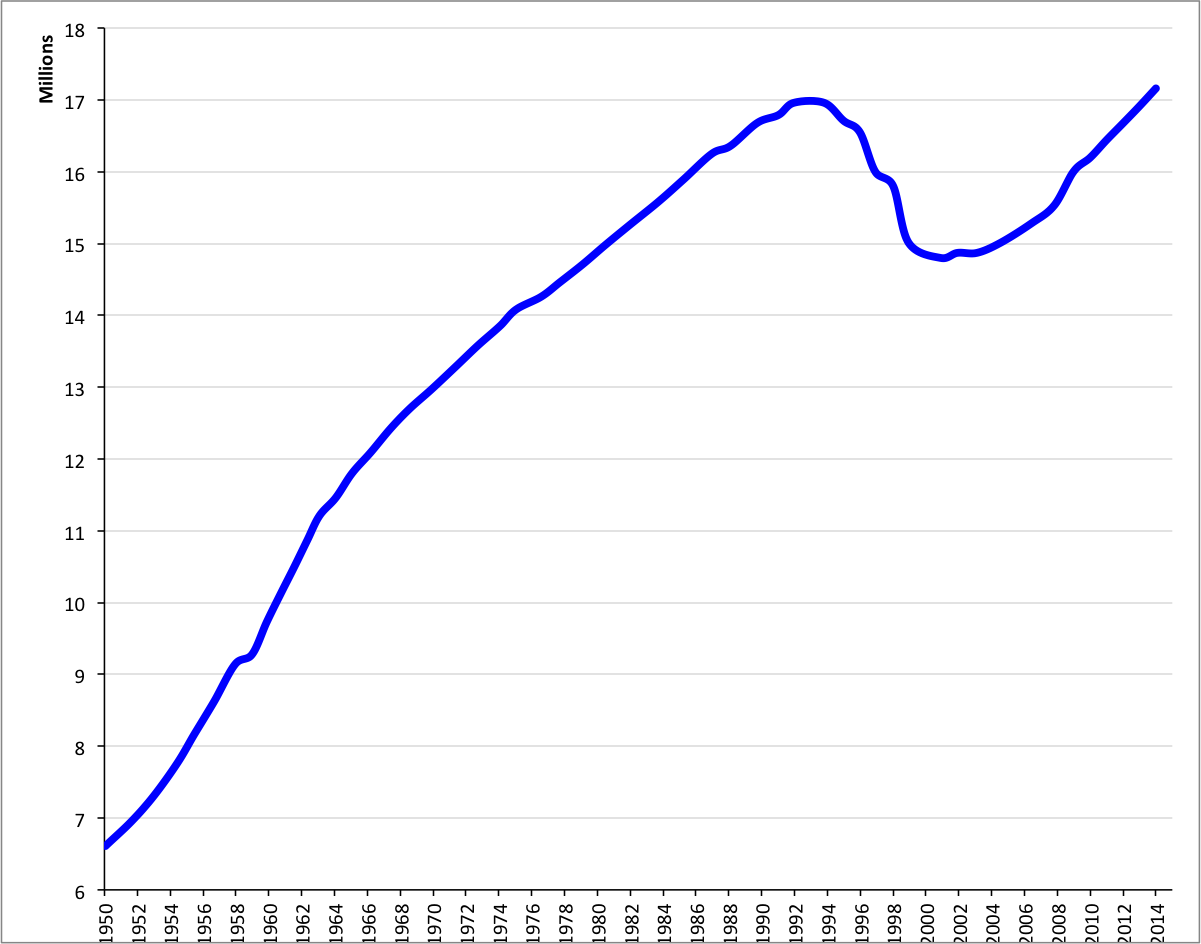
Évolution démographique de 1950 à 2009

| Année (janvier) | Population (en millier) | Rurale (en %) | Urbaine (en %) | Source      |
| --------------- | ----------------------- | ------------- | -------------- | ----------- |
| 1939            | 6 081                   | 72            | 28             | recensement |
| 1959            | 9 295                   | 56            | 44             | recensement |
| 1970            | 13 001                  | 50            | 50             | recensement |
| 1979            | 14 685                  | 46            | 54             | recensement |
| 1989            | 16 537                  | 43            | 57             | recensement |
| 1999            | 14 953                  | 43            | 57             | recensement |
| 2002            | 14 851                  | 43            | 57             | estimation  |
| 2005            | 15 075                  | 43            | 57             | estimation  |
| 2008            | 15 572                  | 47            | 53             | estimation  |
| 2009            | 15 982                  | 46            | 54             | recensement |
| 2010            | 16 203                  | 46            | 54             | recensement |
| 2011            | 16 440                  | 45            | 55             | recensement |
| 2012            | 16 673                  | 45            | 55             | recensement |
| 2013            | 16 909                  | 45            | 55             | recensement |
| 2014            | 17 160                  | 45            | 55             | recensement |

## Natalité

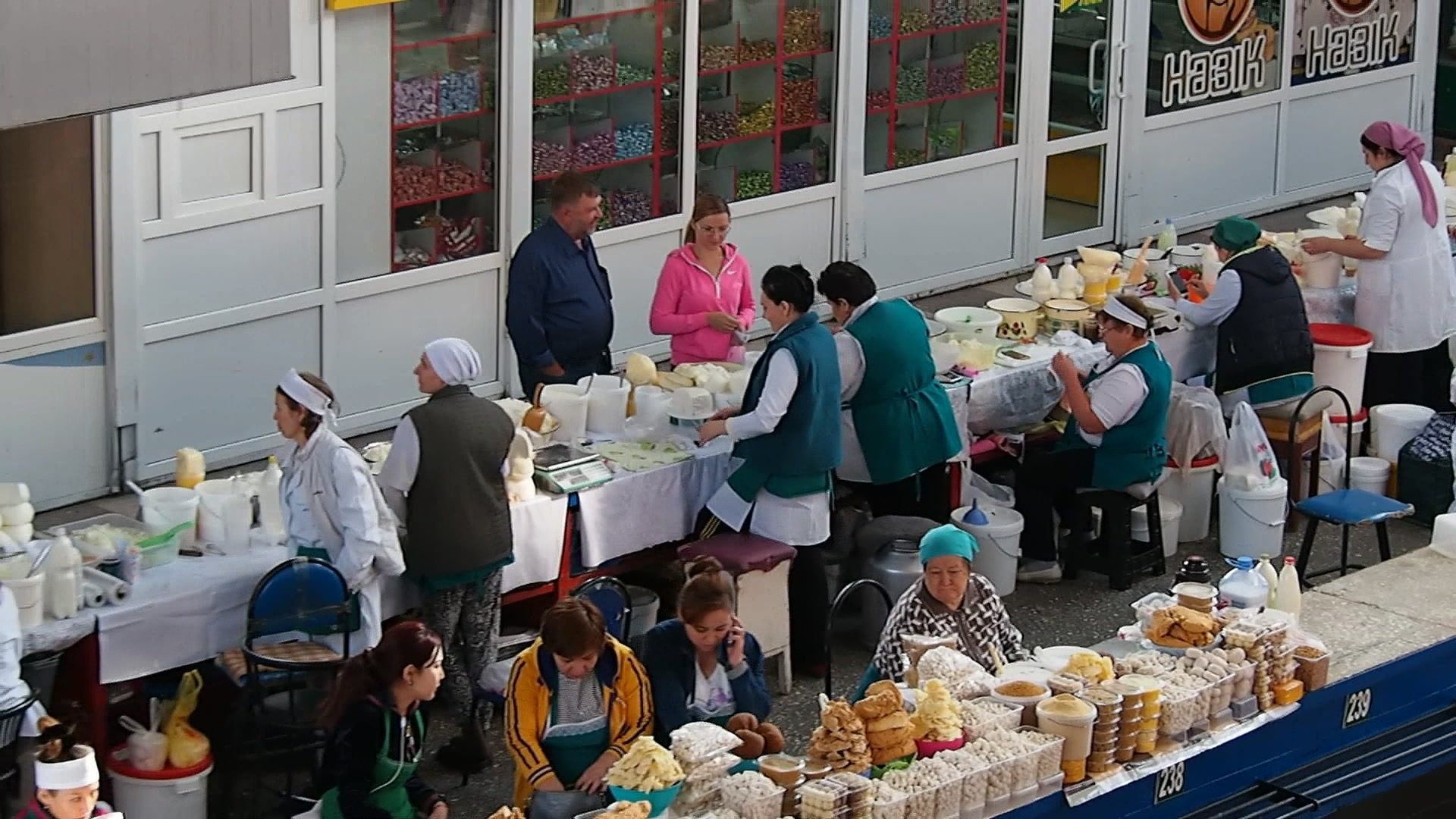
Le Marché vert à Almaty, 2018.

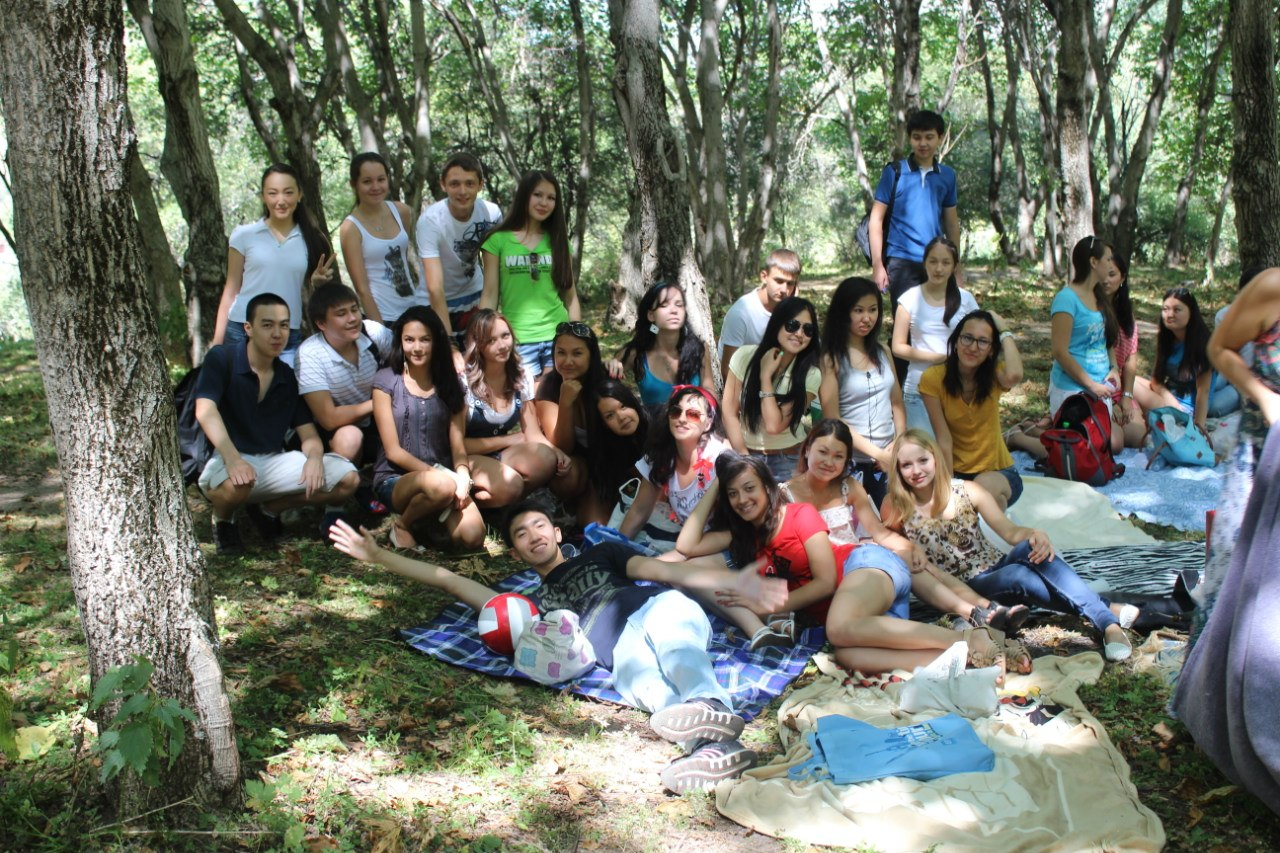
Étudiants de l'École internationale de commerce à Almaty, 2013.

D'après l'institut national de statistique, le taux de fécondité est de 2,5 enfants par femme en 2007.

## Estimation de la population immigrée
|                                 | 2015       | 2019       | 2020       |
| ------------------------------- | ---------- | ---------- | ---------- |
| Population Totale au Kazakhstan | 17.557.000 | 18.396.000 | 18.632.000 |
| Population immigrée totale      | 3.456.778  | 3.705.556  | 3.732.073  |
| Russie                          | 2.352.598  | 2.458.414  | 2.476.018  |
| Ukraine                         | 338.022    | 353.225    | 355.751    |
| Ouzbékistan                     | 281.713    | 294.395    | 296.511    |
| Biélorussie                     | 69.136     | 72.245     | 72.761     |
| Corée du Nord                   | 61.600     | 64.370     | 64.829     |
| Azerbaïdjan                     | 48.377     | 50.552     | 50.912     |
| Turquie                         | 46.894     | 49.003     | 49.353     |
| Corée du Sud                    | 31.916     | 33.351     | 33.588     |
| Tadjikistan                     | 15.816     | 16.527     | 16.644     |
| Moldavie                        | 12.048     | 12.589     | 12.678     |
| Arménie                         | 9.144      | 9.555      | 9.622      |
| Kirghizistan                    | 6.734      | 7.036      | 7.085      |
| Lituanie                        | 4.386      | 4.583      | 4.615      |
| Géorgie                         | 3.275      | 3.422      | 3.445      |
| Chine                           | 2.162      | 2.259      | 2.274      |
| Lettonie                        | 1.113      | 1.163      | 1.170      |
| Estonie                         | 1.113      | 1.163      | 1.170      |
| Turkménistan                    | 1.050      | 1.097      | 1.104      |